# François de Bulkeley
Pour les articles homonymes, voir Bulkeley.
 (avril 2019).
Le comte François de Bulkeley, est un officier français d'origine anglaise, lieutenant général au service du roi de France et gouverneur de Saint-Jean-Pied-de-Port, né à Londres le 11 septembre 1686 et décédé le 14 janvier 1756. Il était chevalier du Saint Esprit (2 février 1748).
Il vint en France en 1700 et servit sous le maréchal de Berwick, passant par tous les grades jusqu'à celui de lieutenant-général. Il prit part à l'expédition en Écosse du old pretender en 1715 et 1716. Il était colonel propriétaire d'un régiment d'infanterie irlandais de son nom qui s'illustra à la bataille de Fontenoy en 1745 et qu'il eut la permission de transmettre à son fils Henri avant de mourir.

## États de service

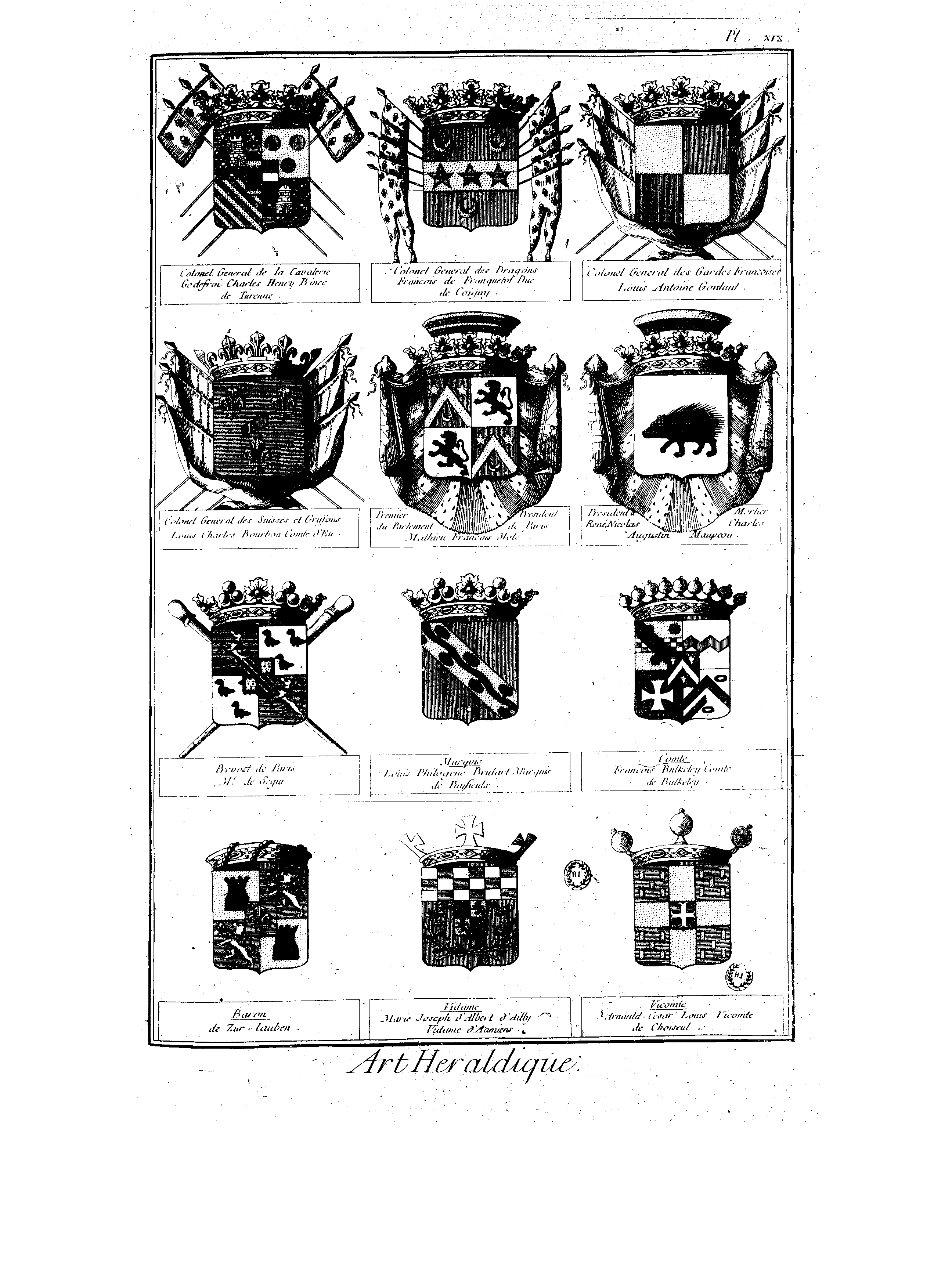
Armoiries Bulkeley (3e ligne, 3e colonne)

- 1702 : Aide de camp du duc de Berwick,
- 1703 : Lieutenant au régiment de Berwick,
- 1705 : Capitaine réformé au dit « régiment de Berwick »,
- 1706 : Colonel réformé à la suite du même régiment,
- 1707 : Colonel du régiment d'infanterie irlandais à son nom (Régiment de Bulkeley), rendu vacant par la démission du chevalier de Tessé,
- 1715 : Reçu chevalier de Saint-Louis,
- 1719 : Brigadier des armées du roi en février 1719,
- 1733 : Colonel du régiment d'infanterie irlandais à son nom (Régiment Bulkeley),
- Nommé Maréchal de camp en février 1734,
- 1738 : Lieutenant général des armées du roi,
- 1748 : Chevalier des ordres du roi,
- 1751 : Gouverneur de Saint-Jean-Pied-de-Port.

## Famille
- Fils de Henry de Bulkeley et Sophie Stewart, marié à Marie-Anne O'Mahony, veuve de Richard Cantillon, issue d'un premier mariage de Daniel O'Mahony avec Cecilia Weld.